# Reza Enayati
Gholamreza Enayati, né le 23 septembre 1976 à Mashhad (Iran), est un ancien footballeur international iranien. Il jouait au poste d'avant-centre. Il est actuellement l'entraîneur du Sorkhpooshan Pakdasht (en).
Enayati est le meilleur buteur de l'histoire du Championnat d'Iran, avec 154 buts inscrits.

## En équipe nationale
Il a eu sa première cape en 2002 à l’occasion d’un match contre l'équipe de Palestine, dans le cadre des jeux d'Asie occidentale. 
Enayati participe à la coupe du monde 2006 avec l'équipe d'Iran.

## Statistiques

### Joueur
| Saison                | Club                  | Championnat           | Championnat | Championnat | Coupe(s) nationale(s) | Coupe(s) nationale(s) | Compétition(s) continentale(s) | Compétition(s) continentale(s) | Compétition(s) continentale(s) | Total | Total |
| Saison                | Club                  | Division              | M.          | B.          | M.                    | B.                    | Comp.                          | M.                             | B.                             | M.    | B.    |
| 2001-2002             | Aboomoslem Mechhad    | Pro League            | 23          | 17          | -                     | -                     | -                              | -                              | -                              | 23    | 17    |
| 2002-2003             | Aboomoslem Mechhad    | Pro League            | 23          | 11          | -                     | -                     | -                              | -                              | -                              | 23    | 11    |
| Sous-total            | Sous-total            | Sous-total            | 46          | 28          | -                     | -                     | -                              | -                              | -                              | 46    | 28    |
| 2003-2004             | Esteghlal Téhéran     | Pro League            | 18          | 11          | 5                     | 3                     | -                              | -                              | -                              | 23    | 14    |
| 2004-2005             | Esteghlal Téhéran     | Pro League            | 24          | 20          | -                     | -                     | -                              | -                              | -                              | 24    | 20    |
| 2005-2006             | Esteghlal Téhéran     | Pro League            | 29          | 21          | 1                     | 1                     | -                              | -                              | -                              | 30    | 22    |
| Sous-total            | Sous-total            | Sous-total            | 71          | 52          | 6                     | 4                     | -                              | -                              | -                              | 77    | 56    |
| 2006-2007             | Emirates Club         | Pro League            | 20          | 13          | 2                     | 2                     | -                              | -                              | -                              | 22    | 15    |
| 2007-2008             | Emirates Club         | Pro League            | 21          | 12          | 1                     | 0                     | -                              | -                              | -                              | 22    | 12    |
| Sous-total            | Sous-total            | Sous-total            | 41          | 25          | 3                     | 2                     | -                              | -                              | -                              | 44    | 27    |
| 2008-2009             | Al-Nasr               | Pro League            | 9           | 0           | -                     | -                     | -                              | -                              | -                              | 9     | 0     |
| Sous-total            | Sous-total            | Sous-total            | 9           | 0           | -                     | -                     | -                              | -                              | -                              | 9     | 0     |
| 2009-2010             | Esteghlal Téhéran     | Pro League            | 17          | 4           | -                     | -                     | ACL                            | -                              | -                              | 17    | 4     |
| Sous-total            | Sous-total            | Sous-total            | 17          | 4           | -                     | -                     | -                              | -                              | -                              | 17    | 4     |
| 2009-2010             | Emirates Club         | Pro League            | 10          | 8           | -                     | -                     | -                              | -                              | -                              | 10    | 8     |
| Sous-total            | Sous-total            | Sous-total            | 10          | 8           | -                     | -                     | -                              | -                              | -                              | 10    | 8     |
| 2010-2011             | Sepahan Ispahan       | Pro League            | 30          | 4           | 3                     | 2                     | ACL                            | 5                              | 1                              | 38    | 7     |
| Sous-total            | Sous-total            | Sous-total            | 30          | 4           | 3                     | 2                     | -                              | 5                              | 1                              | 38    | 7     |
| 2011-2012             | Saba Qom              | Pro League            | 29          | 18          | 2                     | 1                     | -                              | -                              | -                              | 31    | 19    |
| Sous-total            | Sous-total            | Sous-total            | 29          | 18          | 2                     | 1                     | -                              | -                              | -                              | 31    | 19    |
| 2012-2013             | Mes Kerman            | Pro League            | 33          | 11          | 1                     | 1                     | -                              | -                              | -                              | 34    | 12    |
| Sous-total            | Sous-total            | Sous-total            | 33          | 11          | 1                     | 1                     | -                              | -                              | -                              | 34    | 12    |
| 2013-2014             | Saba Qom              | Pro League            | 27          | 13          | 1                     | 0                     | -                              | -                              | -                              | 28    | 13    |
| Sous-total            | Sous-total            | Sous-total            | 27          | 13          | 1                     | 0                     | -                              | -                              | -                              | 28    | 13    |
| 2014-2015             | Padideh Mashhad (en)  | Pro League            | 14          | 5           | 2                     | 2                     | -                              | -                              | -                              | 16    | 7     |
| Sous-total            | Sous-total            | Sous-total            | 14          | 5           | 2                     | 2                     | -                              | -                              | -                              | 16    | 7     |
| 2014-2015             | Esteghlal Téhéran     | Pro League            | 13          | 4           | -                     | -                     | ACL                            | -                              | -                              | 13    | 4     |
| Sous-total            | Sous-total            | Sous-total            | 13          | 4           | -                     | -                     | -                              | -                              | -                              | 13    | 4     |
| 2015-2016             | Siah Jamegan (en)     | Pro League            | 25          | 5           | -                     | -                     | -                              | -                              | -                              | 25    | 5     |
| Sous-total            | Sous-total            | Sous-total            | 25          | 5           | -                     | -                     | -                              | -                              | -                              | 25    | 5     |
| 2016-2017             | Saba Qom              | Pro League            | 23          | 3           | -                     | -                     | -                              | -                              | -                              | 23    | 3     |
| Sous-total            | Sous-total            | Sous-total            | 23          | 3           | -                     | -                     | -                              | -                              | -                              | 23    | 3     |
| Total sur la carrière | Total sur la carrière | Total sur la carrière | 388         | 180         | 18                    | 12                    | -                              | 5                              | 1                              | 411   | 193   |

### Entraîneur
| Saison    | Club              | Division   | Pays | Matchs | Victoires | Nuls | Défaites | % Victoires |
| --------- | ----------------- | ---------- | ---- | ------ | --------- | ---- | -------- | ----------- |
| 2017-2018 | Siah Jamegan (en) | Pro League |      | 14     | 1         | 4    | 9        | 7,14%       |
| 2019-2020 | Qashqai (en)      | Pro League |      | 5      | 1         | 1    | 3        | 20%         |
| 2017-     | Total Carrière    | Pro League |      | 19     | 2         | 5    | 12       | 10,53%      |

## Palmarès

### En club
- Esteghlal Téhéran
  - Champion d'Iran en 2006
  - Vice-champion d'Iran en 2004

- Sepahan Ispahan
  - Champion d'Iran en 2011

### Distinctions individuelles
- Meilleur buteur du Championnat d'Iran en 2002 (17 buts, avec l'Aboomoslem Mechhad), en 2005 (20 buts, avec l'Esteghlal Téhéran) et en 2006 (21 buts, avec l'Esteghlal Téhéran)

- Meilleur buteur de la AK Pipe International Cup 2001 (en) (5 buts, avec l'Aboomoslem Mechhad)

- Meilleur buteur du Championnat d'Iran (154 buts)